# Danse Macabre (álbum)
Danse Macabre é o décimo sexto álbum de estúdio da banda de Rock New Wave inglesa Duran Duran. Foi lançado em 27 de outubro de 2023 pela BMG e Tape Modern. Um álbum com tema de Halloween, o disco inclui três novas faixas, covers e versões reimaginadas de materiais antigos do Duran Duran. Os ex-guitarristas Andy Taylor e Warren Cuccurullo aparecem, fazendo suas primeiras aparições em um LP do Duran Duran desde Astronaut de 2004 e Pop Trash de 2000, respectivamente. Nile Rodgers e Victoria De Angelis do Måneskin também aparecem como artistas convidados.

## Produção
Em 20 de março de 2023, Duran Duran confirmou que eles tinham um álbum previsto para ser lançado ainda naquele ano, que contaria com o ex-guitarrista Andy Taylor em algumas faixas selecionadas. A inspiração para o álbum conceitual veio de um show de Halloween que a banda fez em Las Vegas em 31 de outubro de 2022. Como resultado, o cantor Simon Le Bon afirmou que o disco é "sobre uma festa maluca de Halloween" e "deveria ser algo divertido". O tecladista Nick Rhodes revelou que o projeto "se metamorfoseou através de um processo puro e orgânico" e foi feito mais rápido do que qualquer coisa que eles fizeram desde seu álbum de estreia. Ele também explicou que o resultado é algo que eles não poderiam prever, citando os elementos centrais da banda - "emoção, humor, estilo e atitude" - como a essência do álbum. Foi resumido como "a trilha sonora de sua festa de Halloween". O membro fundador e baixista John Taylor acrescentou que o álbum "oferece uma visão interessante sobre a personalidade da banda" com música que "dá um verdadeiro impacto".
Embora Danse Macabre já estivesse disponível para pré-venda em meados de agosto de 2023, nada foi anunciado oficialmente até 30 de agosto. O primeiro single de mesmo nome foi lançado no mesmo dia. Segundo Rhodes, a música pretendia celebrar "a alegria e a loucura do Halloween". Produzido pela banda, Josh Blair e Mr Hudson, o conjunto de músicas inclui seis covers - " Bury a Friend " de Billie Eilish, " Supernature " de Cerrone, " Paint It Black " dos Rolling Stones, Siouxsie and the Banshees ' " Spellbound ", " Ghost Town " dos Specials e " Psycho Killer " dos Talking Heads - e remakes de três canções mais antigas do Duran Duran: "Night Boat" de 1981, "Secret Oktober" de 1983 (como "Secret Oktober 31st") e "Love Voodoo" de 1993 (como "Love Voudou"). Também apresentando "Super Lonely Freak", uma fusão estilística de "Lonely in Your Nightmare" (1982) da própria banda e " Super Freak " de Rick James.

## Recepção
Danse Macabre foi recebida com críticas geralmente favoráveis por parte dos críticos musicais. No Metacritic, que atribui uma classificação normalizada de 100 para resenhas de publicações convencionais, o álbum recebeu uma pontuação média de 72, com base em sete resenhas. Já o agregador AnyDecentMusic? tem o consenso crítico do álbum em 6,7 de 10, também com base em sete avaliações.
Stephen Thomas Erlewine em sua crítica para AllMusic afirmou: "o charme de Danse Macabre reside em como o Duran Duran parece livre de expectativas: eles estão descansando e se divertindo, resultando em um disco que captura seus lados bobos e sérios em igual. Tina Benitez-Eves do American Songwriter elogiou o álbum, dizendo "qualquer que seja sua mistura, em sua essência, Danse Macabre é Duran Duran, mais de 40 anos depois, soando melhor". Simon Heavisides do The Line of Best Fit afirmou que "a estética do álbum evita uma representação de desenho animado daquela temporada mais assustadora e, em vez disso, se inclina para uma escuridão fria" e descobriu que era "um álbum estiloso e caloroso com um senso de humor" que "leva alguns riscos e procura entreter". Emma Harrison do Clash escreveu que "cada faixa pode ser ouvida isoladamente, mas ouvindo o álbum cronologicamente, você pode ver como a banda está usando a música para alcançar um equilíbrio entre escuro e claro".
Record Collector sentiu que "apesar de todos os seus temas sombrios, o objetivo principal é a diversão macabra", concluindo que "pode ser uma mistura (de corpo) mista, mas Danse Macabre é uma coleção diabolicamente divertida que apenas os mortos-vivos permaneceriam indiferente a". Ben Hogwood, do MusicOMH, escreveu que "talvez não seja surpreendente que o novo material tenha o melhor desempenho" e a "base de fãs da banda irá absorvê-lo prontamente, mas no final das contas a sensação é de ser enganado em vez de tratado". Mojo observou que "nenhum novo terreno foi aberto, mas todos saíram ilesos". Guy Oddy, do The Arts Desk, escreveu: "qualquer pessoa que espera uma trilha sonora reformulada do filme The Texas Chain Saw Massacre pode ser aconselhada a diminuir suas expectativas".

## Lista de faixas
| N.º            | Título                        | Duração |  |
| 1.             | "Nightboat"                   | 4:23    |  |
| 2.             | "Black Moonlight"             | 3:06    |  |
| 3.             | "Love Voudou"                 | 4:29    |  |
| 4.             | "Bury a Friend"               | 3:04    |  |
| 5.             | "Supernature"                 | 3:44    |  |
| 6.             | "Danse Macabre"               | 4:22    |  |
| 7.             | "Secret Oktober 31st"         | 4:22    |  |
| 8.             | "Ghost Town"                  | 3:00    |  |
| 9.             | "Paint It Black"              | 2:38    |  |
| 10.            | "Super Lonely Freak"          | 4:27    |  |
| 11.            | "Spellbound"                  | 3:27    |  |
| 12.            | "Psycho Killer"               | 4:25    |  |
| 13.            | "Confession in the Afterlife" | 4:33    |  |
| Duração total: | Duração total:                | 50:00   |  |

## Créditos
- Simão Le Bon – vocais, produção
- Nick Rodes – teclados, produção
- John Taylor – baixo, produção; guitarra (faixa 6)
- Roger Taylor – bateria, produção

Músicos adicionais
- Andy Taylor – guitarra (1–2, 4–5, 7–12)[8]
- Anna Ross – vocais de apoio
- Rachel O’Connor – vocais de apoio
- Josué Blair – percussão (1–7, 9–12), cordas (1, 3, 4, 7, 12, 13), guitarra (4), piano (9, 13), sintetizador (10)
- Nilo Rodgers – guitarra (2, 5)[8]
- Nate Comerciante – baixo, programação de bateria, programação (3–12)
- Warren Cucurullo – guitarra (3, 6)[8]
- Alexandra Astama – vocais de apoio (3)
- Senhor Hudson – loops (6), guitarra (13)
- Simon Willescroft – saxofone (8, 10)
- Johnny Thirkell – flugelhorn (8)
- Dominic Brown – guitarra (12, 13)[9]
- Victoria De Angelis – baixo (12)[8]

Técnicos
- Josué Blair - Engenharia de Produção
- Nilo Rodgers – produção (2)
- Senhor Hudson – produção (6, 13)
- Bob Clearmountain – Mixing
- João Webber - Engenharia
- Andy Taylor – engenharia (1, 2, 5–12)
- Richard Woodcraft – engenharia (1, 12)
- Ed Farrell – engenharia (2, 3, 5–13)
- Billy Halliday – engenharia (3, 5, 7–12)
- John X. Volaitis – engenharia (3, 6)
- Russel Graham – engenharia (5)
- Phil Kemp – técnico de instrumentos (1, 2, 5, 12, 13)
- Kevin Bell – técnico de instrumentos (2, 5, 8–13)